# Избори за одборнике Скупштине града Београда 2022.
Избори за одборнике Скупштине града Београда 2022. су одржани 3. априла 2022. на којима су изабрани одборници Скупштине града. Упоредо са овим, истог дана одржани су и општи избори на републичком нивоу и локални избори у још 12 градова и општина.

## Позадина
После изгласавања неповерења 2013. године, Драган Ђилас је разрешен дужности градоначелника, а Привремени орган формирала је Српска напредна странка (СНС), која од тада влада Београдом. Актуелни сазив Скупштине града изабран је 2018. године, након што су СНС, Социјалистичка партија Србије (СПС) и Јединствена Србија (ЈС) формирале већину. За градоначелника је изабран Зоран Радојичић, независни посланик СНС, који је наследио Синишу Малог, док је за заменика градоначелника изабран Горан Весић. Избори 2018. године обележили су и повратак Драгана Ђиласа у политику, а његова листа је на крају добила 26 мандата, док је листа коју је предводио Александар Шапић освојила 12 мандата.
Касније те године Ђилас је формирао Савез за Србију (СзС), заједно са Вуком Јеремићем, Зораном Лутовцем и Бошком Обрадовићем. СзС је био велики опозициони савез, који је такође играо кључну улогу у протестима 2018—2020. и бојкотовао је парламентарне изборе 2020. године. У Београду су након парламентарних избора одржани општински избори на којима је СНС освојила већину у свих 16 београдских општина осим Новог Београда, где је Српски патриотски савез (СПАС), који је предводио Александар Шапић, успео да формира локалну власт, трећи пут заредом. У том периоду у Београду су избили протести због најаве поновног спровођења полицијског часа и наводног лошег поступања владе са пандемијом ковида 19. Демонстранти су изашли на улице, упали у зграду Народне скупштине и сукобили се са полицијом. Сукоби и нереди су настављени и наредних дана, док је полиција употребила прекомерну силу.
Шапић је у мају 2021. припојио своју странку у СНС, након чега је унапређен у потпредседника странке. Низ еколошких протеста одржан је у Београду већ у јануару 2021. године, али су од септембра 2021. протести добили већу пажњу, што је довело до блокада путева на мосту Газела у новембру и децембру 2021. године.

## Изборни систем
Локални избори у Београду одржавају се по пропорционалном изборном систему. Бирачи у Београду одређиваће састав Скупштине града, која бира градоначелника. Непосредно пре избора, странке морају доставити гласачку листу и свог носиоца листе. Један мандат градоначелника и изабраног одборника Скупштине града траје четири године.
Ивица Дачић, председник Народне скупштине, расписао је локалне изборе 15. фебруара 2022. године.

### Политичке странке
У табели испод су наведене политичке странке заступљене у Скупштини града Београда након избора 2018. године.
| Назив | Назив                            | Идеологија                 | Политичка позиција | Вођа             | Резултат на изборима 2018. | Резултат на изборима 2018. |
| Назив | Назив                            | Идеологија                 | Политичка позиција | Вођа             | Гласови (%)                | Мандати                    |
| ----- | -------------------------------- | -------------------------- | ------------------ | ---------------- | -------------------------- | -------------------------- |
|       | Коалиција око СНС                | популизам                  | велики шатор       | Зоран Радојичић  | 44,99%                     | 64 / 110                   |
|       | Листа Драгана Ђиласа             | антикорупција              | центар             | Драган Ђилас     | 18,93%                     | 26 / 110                   |
|       | Александар Шапић — Градоначелник | национални конзервативизам | десница            | Александар Шапић | 9,01%                      | 12 / 110                   |
|       | СПС—ЈС                           | популизам                  | леви центар        | Александар Антић | 6,13%                      | 8 / 110                    |

### Предизборни састав
|         |                             |         |  |  |  |  |
| Странка | Странка                     | Мандати |  |  |  |  |
|         | Српска напредна странка     | 76      |  |  |  |  |
|         | Странка слободе и правде    | 13      |  |  |  |  |
|         | СПС—ЈС                      | 8       |  |  |  |  |
|         | Грађански демократски форум | 6       |  |  |  |  |
|         | Народна странка             | 5       |  |  |  |  |
|         | Покрет слободних грађана    | 2       |  |  |  |  |

## Изборне листе
У наставку су званичне изборне листе које је објавила Градска изборна комисија (ГИК).
| #  | Назив | Назив | Први на листи        | Главна идеологија          | Политичка позиција     |
| -- | ----- | --- | -------------------- | -------------------------- | ---------------------- |
| 1  |       | - Александар Вучић — Заједно можемо све - СНС, СДПС, ПС, ПУПС, ПСС—БК, СНП, СПО, СВМ | Александар Шапић     | популизам                  | велики шатор           |
| 2  |       | - Ивица Дачић — Премијер Србије, Тома Фила — Градоначелник Београда - СПС, ЈС, ЗС | Тома Фила            | популизам                  | велики шатор           |
| 3  |       | - др Војислав Шешељ — Српска радикална странка - СРС | Миљко Ристић         | ултранационализам          | крајња десница         |
| 4  |       | - Милица Ђурђевић Стаменковски — Српска странка Заветници - ССЗ | Младен Кочица        | ултранационализам          | крајња десница         |
| 5  |       | - Владета Јанковић — Уједињени за победу Београда - ССП, НС, ДС, ПСГ, ПЗП, Слога | Владета Јанковић     | антикорупција              | велики шатор           |
| 6  |       | - др Милош Јовановић — НАДА за Србију — Српска коалиција НАДА — Национално демократска алтернатива — Демократска странка Србије — За Краљевину Србију — Војислав Михаиловић - ДСС, ЗКС, БГС, ЗЗШ                                                        | Војислав Михаиловић  | национални конзервативизам | десница                |
| 7  |       | - Морамо — За добар град — Не давимо Београд — Акција — Еколошки устанак — Ћута — Избор за нашу општину — платформа Солидарност — Форум Рома Србије — Добрица Веселиновић - НДБ, ЗЗС, ЕУ, ИЗНО, Солидарност, ФРС                                        | Добрица Веселиновић  | зелена политика            | леви центар до левице  |
| 8  |       | - Душко Вујошевић — Борис Тадић — Ајмо људи — Социјалдемократска странка —Нова странка — 1 од 5 милиона — Толеранција Србије — Уједињени покрет зелених Србије — Бошњачка грађанска странка — Странка Црногораца - СДС, Нова, #1од5м, ТС, УПЗС, БГС, СЦ | Душко Вујошевић      | социјални либерализам      | центар до левог центра |
| 9  |       | - Немања Шаровић — За сав нормалан свет - Љубав, вера, нада | Немања Шаровић       | национални конзервативизам | десница                |
| 10 |       | - Суверенисти — Саша Радуловић — Милан Стаматовић — др Јована Стојковић - ДЈБ, ЗС, ЖЗС | Војин Биљић          | десничарски популизам      | десница                |
| 11 |       | - Бошко Обрадовић — Српски покрет Двери — ПОКС — Милош Парандиловић — Патриотски блок за обнову Краљевине Србије - Двери, ПОКС | Борислав Антонијевић | српски национализам        | десница                |
| 12 |       | - Руски мањински савез за Београд — Александар Буханац (Српско-руски покрет, Српско-руска партија Вукови, Покрет Грка Србиза) - СРП, СРПВ, ПГС | Павле Бихали         | неофашизам                 | крајња десница         |

## Кампања

### Слогани
| Странка/коалиција | Странка/коалиција | Оригинални слоган | Извор  |
| ----------------- | ----------------- | ----------------- | ------ |
|                   | Уједињена Србија  | Београд те зове   | [ 33 ] |
|                   | Морамо            | За добар град     |        |

### Кампање странака

#### Српска напредна странка
У јануару 2022. Српска напредна странка изабрала је Александра Шапића за свог кандидата за градоначелника, а ГИК је потврдио њихову гласачку листу 17. фебруара.

## Анкете
| Резултати                                                           | Резултати     | 38,83 | 38,83 | 7,14 | 21,78 | 21,78 | 21,78 | 21,78 | 11,04 | 3,44  | 2,18 | 6,44  | 3,57       | 5,58 | 17,05       |  |  |
|                                                                     | 28. мар 2022. | 45,8  | 45,8  | 4,6  | 29,0  | 29,0  | 29,0  | 29,0  | 9,6   | 2,0   | 2,2  | 3,5   | 1,6        | 1,7  | 16,8        |  |  |
|                                                                     | 14. мар 2022. | 38,9  | 38,9  | 3,2  | 16,4  | 16,4  | 16,4  | 16,4  | 17,2  | —     | —    | 2,9   | 2,5        | 3,7  | 21,7        |  |  |
|                                                                     | 11. мар 2022. | 41,8  | 41,8  | 8,2  | 21,6  | 21,6  | 21,6  | 21,6  | 10,0  | 2,2   | 2,7  | 3,6   | 3,4        | 6,5  | 20,2        |  |  |
| Расписани избори, почетак званичне кампање                          |               |       |       |      |       |       |       |       |       |       |      |       |            |      |             |  |  |
|                                                                     | 11. феб 2022. | 36,6  | 36,6  | 7,4  | 14,0  | 14,0  | 14,0  | 14,0  | 12,6  | 1,2   | 1,6  | 3,2   | 2,5        | 20,9 | 22          |  |  |
|                                                                     | 11. феб 2022. | 29,3  | 29,3  | 29,3 | 28,2  | 28,2  | 28,2  | 28,2  | 7,1   | 2,8   | 2,8  | 3,6   | 4,6        | 21,6 | 1,1         |  |  |
|                                                                     | 10. дец 2021. | 47,9  | 47,9  | 47,9 | 25,3  | 25,3  | 25,3  | 25,3  | 13,5  | 0,9   | 1,8  | 3,8   | 1,9        | 4,9  | 22          |  |  |
|                                                                     | 2. дец 2021.  | 46,0  | 46,0  | 46,0 | 22,0  | 22,0  | 22,0  | 22,0  | 13,0  | 5,0   | —    | 4,0   | са Дверима | 10,0 | 24          |  |  |
| Формирана коалиција Уједињена Србија, ескалација еколошких протеста |               |       |       |      |       |       |       |       |       |       |      |       |            |      |             |  |  |
|                                                                     | 31. окт 2021. | 44,3  | 44,3  | 7,0  | 2,0   | 9,7   | 2,9   | 2,4   | 6,4   | 1,3   | 3,9  | 3,1   | 2,5        | 14,5 | 34,6        |  |  |
|                                                                     | 26. окт 2021. | 38,9  | 38,9  | 6,2  | 26,5  | 26,5  | 26,5  | 26,5  | 6,0   | 2,0   | 4,0  | 4,2   | 1,9        | 10,3 | 12,4        |  |  |
|                                                                     | 17. авг 2021. | 31.8  | 31.8  | 31.8 | —     | 31,8  | 31,8  | 31,8  | 31,8  | 31,8  | —    | —     | —          | 36,4 | изједначено |  |  |
|                                                                     | 5. авг 2021.  | 45,1  | 45,1  | 7,1  | —     | 10,0  | 4,0   | —     | 6,5   | —     | 4,3  | —     | —          | 23,0 | 35,1        |  |  |
|                                                                     | 18. јул 2021. | 44,6  | 44,6  | 8,8  | 15,6  | 15,6  | 5,8   | —     | 10,8  | 3     | 3    | 2,3   | —          | 9,1  | 29          |  |  |
|                                                                     | 3. јун 2021.  | 34,5  | 11,7  | 6,7  | —     | 22,6  | 22,6  | 22,6  | 22,6  | 22,6  | —    | —     | —          | 24,5 | 11,9        |  |  |
| СПАС се припојио СНС                                                |               |       |       |      |       |       |       |       |       |       |      |       |            |      |             |  |  |
|                                                                     | 20. јун 2019. | 40,7  | 3,8   | 8,1  | 4,3   | 18,2  | 18,2  | 18,2  | 1,9   | (СзС) | —    | 1,0   | —          | 28,5 | 22,5        |  |  |
|                                                                     |               |       |       |      |       |       |       |       |       |       |      |       |            |      |             |  |  |
| избори 2018.                                                        | 4. мар 2018.  | 44,9  | 9,0   | 6,1  | 18,9  | 18,9  | 18,9  | 2,2   | 3,4   | 3,9   | 3,9  | [ к ] |            | 20,9 | 26,0        |  |  |
|                                                                     |               |       |       |      |       |       |       |       |       |       |      |       |            |      |             |  |  |

### Предност за градоначелника
| Агенција | Датум | Шапић СНС | Јанковић УС   | Разлика |      |      |     |
| -------- | ----- | --------- | ------------- | ------- | ---- | ---- | --- |
| Агенција | Датум |           | 11. феб 2022. | Разлика | 44,5 | 49,4 | 4,9 |

## Резултати
СНС и СПС су добили највише гласова у приградским општинама, попут Обреновца, Барајева и других, док су УЗПС и Морамо добили већину гласова из централних општина као што су Врачар, Стари Град и Савски венац.
|                                      |                                       |           |        |       |         |      |
| Странка, коалиција или група грађана | Странка, коалиција или група грађана  | Гласови   | %      | +/–   | Мандати | +/–  |
|                                      | Заједно можемо све                    | 348.345   | 38,83  | –6.16 | 48      | -28  |
|                                      | Уједињени за победу Београда          | 195.335   | 21,78  | +2,68 | 26      | 0    |
|                                      | Морамо                                | 99.078    | 11,04  | нова  | 13      | +13  |
|                                      | Тома Фила - Градоначелник Београда    | 64.050    | 7,14   | +0,21 | 8       | 0    |
|                                      | Национално демократска алтернатива    | 57.760    | 6,44   | нова  | 7       | +7   |
|                                      | Српска странка заветници              | 32.029    | 3,57   | +2.91 | 4       | +4   |
|                                      | Двери-ПОКС                            | 30.898    | 3,44   | нова  | 4       | +4   |
|                                      | СДС-Нова                              | 26.219    | 2,92   | нова  | 0       | –5   |
|                                      | Суверенисти                           | 19.544    | 2,18   | нова  | 0       | нова |
|                                      | Српска радикална странка              | 14.674    | 1,64   | -0.74 | 0       | 0    |
|                                      | Немања Шаровић - За сав нормалан свет | 5.239     | 0,58   | нова  | 0       | нова |
|                                      | Руски мањински савез                  | 3.879     | 0,43   | нова  | 0       | нова |
| Укупно                               | Укупно                                | 897.050   | 100,00 | —     | 110     | 0    |
|                                      |                                       |           |        |       |         |      |
| Важећи гласови                       | Важећи гласови                        | 897.050   | 98,41  |       |         |      |
| Неважећи/празни гласови              | Неважећи/празни гласови               | 19.155    | 1,59   |       |         |      |
| Укупни гласови                       | Укупни гласови                        | 916.205   | 100,00 |       |         |      |
| Регистровани бирачи/излазност        | Регистровани бирачи/излазност         | 1.600.462 | 58,41  |       |         |      |
| Извори: Градска изборна комисија     |                                       |           |        |       |         |      |

## Последице
Прелиминарни резултати објављени су дан након избора. Опозиционе странке су успеле да освоје више гласова од владајућих, иако је опозициона Социјалдемократска партија остала испод цензуса. Коалиција Морамо позвала је на разговор опозиционих партија, док су Национална демократска алтернатива и Двери најавиле да ће сарађивати са другим опозиционим странкама на формирању локалне власти. Зоран Алимпић, представник коалиције Уједињени за победу Београда и коалиције Морамо, изјавио је да је дошло до нерегуларности током изборног дана. Опозиција је 5. априла одржала конференцију за штампу.
Драган Ђилас и Мариника Тепић су након конференције изјавили да би "најкраћи пут био расписивање ванредних избора". Ђилас се касније састао са Александром Вучићем како би разговарали о исходу избора. Тај потез критиковале су Народна странка и Заветници, док је Зоран Лутовац, председник Демократске странке, рекао да се Ђилас пре састанка није консултовао са осталим члановима коалиције. Радомир Лазовић, представник коалиције Морамо, изјавио је да „два човека [Вучић и Ђилас] не треба да одлучују о стварима које су далеко ван њихове надлежности”. Двери су изразиле подршку формирању мањинске владе .
Социјалдемократска партија није успела да пређе цензус ни после поновљених избора 16. и 21. априла; тврдили су да су гласови покрадени да не би прешли цензус. Опозиционе странке су саопштиле да би наредни избори могли бити расписани раније. Лутовац је навео да би за наредне изборе најрадије направио широк савез умерених партија, док је Павле Грбовић, лидер Покрета слободних грађана, изјавио да би његова странка могла да изађе из коалиције како би наставила сама. Александар Шапић је 20. јуна изабран за градоначелника Београда.
Иако на локалном нивоу постоји тенденција „парламентаризације“ политичке сцене односно склапања коалиционих аранжмана у скупштинама општина и градова према матрицама коалиција на републичком нивоу, рационално је претпоставити да је коалиција склопљена у Београду након избора 2022. условила и постизборну коалицију на националном нивоу. Немогућност формирања власти у Београду без СПС, знатно је смањила шансе искључивања СПС-а из владајуће коалиције на републичком нивоу.